# Racconti da La storia infinita
Racconti da La storia infinita (Tales from the Neverending Story) è una serie televisiva di genere fantastico del 2001 composta da una sola stagione, liberamente ispirata al romanzo di Michael Ende La storia infinita. È stata distribuita da Muse Entertainment ed è andata in onda su HBO nel 2002. È stata trasmessa in 4 film tv della durata di due ore negli Stati Uniti e in una serie TV di 13 episodi della durata di un'ora nel Regno Unito. I primi due film tv furono pubblicati su VHS e DVD nel 2002, a seguito il cofanetto della serie completa nel 2004.

## Episodi

### Versione statunitense
| nº | Titolo originale | Titolo italiano           |
| -- | ---------------- | ------------------------- |
| 1  | The Beginning    | Nel regno di Fantàsia     |
| 2  | The Gift         | Un nome per l'Imperatrice |
| 3  | Badge of Courage | Simbolo di coraggio       |
| 4  | Resurrection     | La nuova protetta         |

### Versione britannica
1. Heart of Stone - Episode 1 (Episodio pilota)
2. The Nothing - Episode 2
3. The Luckdragon - Episode 3
4. Deleting Mr. Blank - Episode 4
5. The Gift of the Name - Episode 5
6. Home Sweet Home - Episode 6
7. The Sceptre - Episode 7
8. The Luck Stops Here - Episode 8
9. Badge of Courage - Episode 9
10. Deus Ex Machina - Episode 10
11. Stairway to Heaven - Episode 11
12. The Visitor - Episode 12
13. Resurrection - Episode 13 (Episodio finale)